# Michael Duberry
Michael Wayne Duberry, född 14 oktober 1975 i Enfield i London, är en engelsk före detta fotbollsspelare. Han spelade under sin karriär bland annat för Oxford United, Chelsea, Reading, Leeds United och Stoke.